# 邦格阿尔拉古纳特普尔
邦格阿尔拉古纳特普尔（Bhangar Raghunathpur），是印度西孟加拉邦South Twentyfour Parganas县的一个城镇。总人口5009（2001年）。

## 人口
该地2001年总人口5009人，其中男性2558人，女性2451人；0—6岁人口782人，其中男400人，女382人；识字率59.21%，其中男性为64.82%，女性为53.37%。